# Fleming County
Fleming County je okres v státu Kentucky v USA. K roku 2010 zde žilo 14 348 obyvatel. Správním městem okresu je Flemingsburg. Celková rozloha okresu činí 910 km².